# Кунцевичи (Брестская область)
Ку́нцевичи (бел. Кунцавічы) — деревня в Барановичском районе Брестской области Белоруссии. Входит в состав Малаховецкого сельсовета. Население — 40 человек (2019).

## География
Деревня расположена в 8,5 км по автодорогам к юго-западу от города Барановичи и в 5 км по автодорогам к северо-западу от центра сельсовета, агрогородка Мирный, на правом берегу реки Мышанки.

## История
Обозначена на карте Шуберта первой половины XIX века. Со второй половины XIX века — деревня Новомышской волости Новогрудского уезда Минской губернии, в 1883 году 10 дворов. По переписи 1897 года — 17 дворов. В 1909 году — 38 дворов.
С 1921 года в гмине Новая Мышь Барановичского повета Новогрудского воеводства межвоенной Польши. По переписи 1921 года в ней числилось 14 жилых и 1 прочее обитаемое здание, в которых проживало 104 человека (52 мужчины, 52 женщины), все поляки (по вероисповеданию — православные)
С 1939 года в составе БССР. С 15 января 1940 года в Новомышском районе Барановичской, с 8 января 1954 года Брестской области. 8 апреля 1957 года район переименован в Барановичский. С конца июня 1941 до 8 июля 1944 года деревня была оккупирована немецко-фашистскими захватчиками, убиты 7 человек и разрушено 30 домов. На фронтах войны погибли пять сельчан.
До недавнего времени действовал магазин.

## Население
На 1 января 2023 года в деревне проживало 48 человек в 29 хозяйствах, из них 3 младше трудоспособного возраста, 30 в трудоспособном возрасте и 15 старше трудоспособного возраста.
| Численность населения (по годам) | Численность населения (по годам) | Численность населения (по годам) | Численность населения (по годам) | Численность населения (по годам) | Численность населения (по годам) | Численность населения (по годам) | Численность населения (по годам) |
| 1897                             | 1909                             | 1921                             | 1959                             | 1970                             | 1999                             | 2009                             | 2019                             |
| -------------------------------- | -------------------------------- | -------------------------------- | -------------------------------- | -------------------------------- | -------------------------------- | -------------------------------- | -------------------------------- |
| 158                              | ↗305                             | ↘104                             | ↗260                             | ↘243                             | ↘69                              | ↘59                              | ↘40                              |